# Gare de Haguenau
Gare de Haguenau – stacja kolejowa w Haguenau, w departamencie Dolny Ren, w regionie Grand Est, we Francji.
Jest stacją Société nationale des chemins de fer français (SNCF), obsługiwaną przez pociągi TER Alsace.